# Victor János
Victor János (Budapest, 1888. június 4. – Budapest, 1954. június 29.) református lelkész, teológus, filozófiai doktor, a Budapesti Református Teológiai Akadémia tanára 1925-től 1932-ig, illetve 1949-től haláláig.

## Élete
Budapesten született, és itt végezte el  a gimnáziumot is. Teológiai, majd filozófiai tanulmányait követően 1913-tól vallástanítóként működött Budapesten. 1924-ben filozófiai doktorátust és teológiai magántanári képesítést szerzett. 1925-től 1932-ig tanított a Budapesti Református Teológiai Akadémián. 1932 és 1949 között a budapesti V. kerületben szolgált lelkészként. 1949-től ismét a a Teológiai Akadémián tanított 1954-ben, 66 éves korában bekövetkezett haláláig.

## Művei
- Az átalakult élet (Drummond után ford.). (Budapest, 1912.)
- A keresztyén missziók döntő órája (Mott után ford.). (Budapest. 1914.)
- A mester jelleme (Fosdick után ford.). (Budapest. 1914.) (II. kiad. 1916.)
- Nemzetünk jövendő hivatása. (Budapest. 1915.)
- Jézus önarcképei (Elmélkedések). (Budapest. 1915.) (II. kiad. 1921.)
- Vázlatos útmutatás a hegyi beszéd tanulmányozásához. (Budapest. 1915.)
- Az imádság értelme (Fosdick után ford.). (Budapest. 1916.)
- Az egyén problémája. (Budapest. 1918.)
- A csodák természetessége. (Budapest. 1918.)
- Lelkidolgok. (Budapest. 1923.)
- Jézus istensége. (Budapest. 1923.)
- Világosság útja. (Budapest. 1923.)
- A hazaszeretet eszméje. (Budapest. 1924.)
- Canterbury Anselmus realismusa. (Tahitótfalu, 1924.)
- Csendes vizek mellett (2 kötet). (Budapest, 1925.)
- A szentek szentjében. (Tahitótfalu, 1926.)
- A stockholmi egyetemes keresztyén congressus. (Tahitótfalu. 1928.)
- Térj magadhoz drága Sion. (Budapest, 1930.)
- A mának vallási problémája. (Budapest. 1931.)
- Ő és mi. (Budapest. 1932.)
- A lelkipásztor mint hivő ember. (Budapest. 1932.)
- Boldog rabság (A philippibeliekhez írt levélről). (Budapest. 1933.)
- Az antisemitismus hatása a keresztyénségre. (Budapest. 1934.)
- Építsünk hajlékot (Prédikációk). (Budapest. 1936.)
- A diadalmas élet. (Budapest. 1937.)
- Református eucharistia. (Budapest. 1938.)
- Az igaz értelme szerint való konfirmációról. (Budapest. 1940.)
- Igehirdetésünk textusszerűsége (Károlyi-emlékkönyv, 1940.).
- Református missziói munka. (Budapest, 1941.)
- Az egyház három arca. (Budapest. 1941.)
- Lészen eljövendő (Nyolc adventi előadás). (Budapest. 1942.)
- Máté evangéliuma. (Budapest. 1942.)
- Református hiszekegy. (Budapest. 1943.)
- Egyházi életünk válsága. (Budapest. év n.)
- Egyház és egyházalkotmány. (Sárospatak, 1949.)
- Az egyház bűnei. (Budapest, év n.)